# Petro Pawlidis
Petro Pawlidis (* 19. Januar 1955 in Aalen, auch bekannt als Pedro Pawlidis) ist ein ehemaliger deutscher Ringer.

## Werdegang
Pawlidis wuchs in Aalen auf und begann dort mit 10 Jahren mit dem Ringen. Er startete für den KSV Germania Aalen, dem er während seiner gesamten Karriere die Treue hielt. Schon mit 15 Jahren wurde er 1970 deutscher Vize-Jugendmeister in der A-Jugend (bis 18 Jahre) und von 1971 bis 1973 dreimal in Folge deutscher Jugendmeister dieser Klasse. Auch bei den Junioren gewann er mehrere deutsche Meistertitel. Er rang meist im griechisch-römischen Stil. Ab 1975 gehörte er zu den besten deutschen Halbschwergewichtsringern und wurde in das deutsche Nationalteam aufgenommen. Er wurde vom damaligen Bundestrainer Heinz Ostermann stark gefördert. Bis 1984 stand Pawlidis in der Bundesligastaffel des KSV Aalen und gewann mit diesem Verein auch die deutsche Mannschaftsmeisterschaft.
Auf der internationalen Ringermatte blieben ihm die ganz großen Erfolge versagt. Gleich bei seinem ersten Start bei einer Weltmeisterschaft 1977 in Göteborg schlug er im Halbschwergewicht den Japaner Yoshihiro Fujita, musste aber in der dritten Runde nach einer Niederlage gegen Olympiasieger Csaba Hegedűs aus Ungarn ausscheiden.
Ähnlich verlief es bei der Weltmeisterschaft 1978 in Mexiko-Stadt. Pawlidis schlug zwar in der ersten Runde den starken Finnen Keijo Manni, schied aber dann mit Niederlagen gegen Stojan Nikolow aus Bulgarien und Aslan Aslan aus der Türkei aus.
Hervorragend schnitt Pawlidis bei den Europameisterschaften 1979 in Bukarest und bei den Weltmeisterschaften des gleichen Jahres in San Diego ab. In Bukarest belegte er den vierten Platz, wobei er erst an dem mehrmaligen schwedischen Weltmeister Frank Andersson scheiterte, und in San Diego gewann er  die Bronzemedaille im Halbschwergewicht mit vier Siegen und zwei Niederlagen.
Bei der Europameisterschaft 1980 in Prievidza schied er nach einem Sieg über den Griechen Pozidis aufgrund einer Verletzung, die er sich im Kampf gegen den Italiener Vitucci zugezogen hatte, aus und belegte am Ende den elften Platz. Einen Start bei den Olympischen Spielen 1980 in Moskau verhinderte der Olympiaboykott der BRD. 
In den Folgejahren kam er zu keinen internationalen Einsätzen mehr, er widmete sich daraufhin voll dem Aufbau eines Sportstudios in Aalen und ist Betreiber solcher Anlagen in Baden-Württemberg.

## Internationale Erfolge
(alle Wettbewerbe im griechisch-römischen Stil, WM = Weltmeisterschaft, EM = Europameisterschaft,  Halbschwergewicht, damals bis 90 kg, Schwergewicht, damals 100 kg Körpergewicht)
| Jahr | Platz | Wettbewerb                                              | Gewichtsklasse | |
| 1975 | 5.    | Junioren-WM in Chaskowo                                 | Halbschwer     | hinter Loss, UdSSR, Sanojew, Bulgarien, Roman Wrocławski, Polen, Morsing, Schweden und vor Kolahi, Iran                                               |
| 1976 | 3.    | Intern. Turnier in Helsinki                             | Halbschwer     | hinter Czesław Kwieciński, Polen und Frank Andersson, Schweden                                                                                        |
| 1977 | 5.    | Großer Preis der BR Deutschland in Aschaffenburg        | Halbschwer     | hinter Wladimir Iwascheschkin, UdSSR, Waleri Resanzew, UdSSR, Keijo Manni, Finnland, Petre Dicu, Rumänien und vor Darko Nišavić, Jugoslawien          |
| 1977 | 9.    | WM in Göteborg                                          | Halbschwer     | mit Siegen über Yoshihiro Fujita, Japan und Niederlagen gegen Wiktor Awdeyew, UdSSR und Csaba Hegedűs, Ungarn                                         |
| 1978 | 9.    | WM in Mexiko-Stadt                                      | Halbschwer     | mit Sieg über Keijo Manni und Niederlagen gegen Stojan Nikolow, Bulgarien und Aslan Aslan, Türkei                                                     |
| 1979 | 5.    | "Werner-Seelenbinder-Turnier" in Leipzig                | Halbschwer     | hinter Norbert Növényi, Ungarn, Wladislav Bojko, Tschechoslowakei, Roman Wrocławski und Peter Tschitschenko, UdSSR und vor Michael Löbnitz, DDR       |
| 1979 | 4.    | EM in Bukarest                                          | Halbschwer     | mit Siegen über Christophe Andanson, Frankreich und Jiri Kacirek, Tschechoslowakei und Niederlagen gegen Airapet Minassjan, UdSSR und Frank Andersson |
| 1979 | 3.    | WM in San Diego                                         | Halbschwer     | mit Siegen über Franz Pietschmann, Österreich, Steve Fraser, USA, Petre Dicu und Darko Nišavić und Niederlagen gegen Növény und Andersson             |
| 1980 | 11.   | EM in Prievidza                                         | Halbschwer     | nach Sieg über Georgios Posidis, Griechenland und Aufgabe wegen Verletzung gegen Vitucci, Italien                                                     |
| 1982 | 4.    | Großer Preis der BR Deutschland in Freiburg im Breisgau | Halbschwer     | hinter Igor Kanygin, UdSSR, Waleri Dolgich, UdSSR, Uwe Sachs, BR Deutschland und vor Steve Fraser, USA und Georgios Posidis, Griechenland             |

## Deutsche Meisterschaften
| Jahr | Platz | Gewichtsklasse | Ergebnis                                                                      |
| 1973 | 2.    | Schwer         | hinter Lorenz Hecher, Hallbergmoos und vor Heinz Essig                        |
| 1974 | 2.    | Schwer         | hinter Günter Kowalewski, Witten und vor Albert Niederberger, Bad Reichenhall |
| 1975 | 2.    | Schwer         | hinter Heinz Schäfer, Witten und vor Niederberger                             |
| 1977 | 1.    | Halbschwer     | vor Hans-Günter Klein, Witten und Fred Theobald, Schifferstadt                |
| 1978 | 2.    | Halbschwer     | hinter Fred Theobald und vor Hagen Kolschefsky                                |
| 1979 | 1.    | Halbschwer     | vor Uwe Sachs, Freiburg im Breisgau und Kai Staab, Aschaffenburg              |
| 1980 | 2.    | Halbschwer     | hinter Uwe Sachs und vor Wolfgang Deffner (Kaltental)                         |
| 1981 | 3.    | Halbschwer     | hinter Uwe Sachs und Rainer Weber, Nürnberg                                   |
| 1982 | 2.    | Halbschwer     | hinter Uwe Sachs und vor Rene Trüby                                           |